# Élections législatives santoméennes de 1998
Les élections législatives santoméennes de 1998 se déroulent le 8 novembre 1998 à Sao Tomé-et-Principe.
Le résultat est une victoire du Mouvement pour la libération de Sao Tomé-et-Principe – Parti social-démocrate, obtenant 31 sièges sur 55 à l'Assemblée nationale. Le taux de participation est de 64,5 %.

## Contexte
Ces élections devaient initialement avoir lieu à la fin du mois de septembre ou au début du mois d'octobre car d'importants progrès avaient été accomplis en ce qui concerne l'inscription des électeurs. Cependant, le 1er septembre, le président Miguel Trovoada publie un décret fixant la date du scrutin au 8 novembre.
Neuf partis politiques concourent pour les 55 sièges en jeu. Parmi ceux-ci figuraient les trois représentants de la législature sortante : le Mouvement pour la libération de Sao Tomé-et-Principe – Parti social-démocrate (MLSTP-PSD), le Parti de convergence démocratique - Groupe de réflexion (PCD-GR) et l'Action démocratique indépendante (ADI).

## Campagne électorale
La campagne électorale se déroule du 22 octobre au 6 novembre. Les questions débattues ont porté sur l'exploitation des réserves de pétrole offshore et l'entrée du pays dans la zone du Franc CFA. Raul Bragança Neto, du MLSTP-PSD, déclare notamment que son parti avait amélioré la situation économique et apporté une stabilité politique au pays, qui avait vu une succession de gouvernements dans les années 1990. Dirigé par Alda Bandeira, le PCD-GR appelle à la poursuite du gouvernement de coalition pour assurer une telle stabilité.

## Résultats
Le scrutin est surveillé par des observateurs internationaux. Les résultats définitifs ont donné une majorité absolue (31 sièges) au MLSTP-PSD. L'Action démocratique indépendante souligne des irrégularités dans la procédure électorale. Le parti vainqueur annonce que sa priorité est de réorganiser l'économie et ainsi d'atténuer la pauvreté généralisée.
Le 30 décembre, le président Miguel Trovoada nomme l'ancien ministre des Affaires étrangères Guilherme Posser da Costa (MLSTP-PSD) au poste de Premier ministre. Lui et son gouvernement prêtent serment le 5 janvier 1999.
| Parti | Parti                                                                         | Voix   | %    | Sièges | +/-           |
| ----- | ----------------------------------------------------------------------------- | ------ | ---- | ------ | ------------- |
|       | Mouvement pour la libération de Sao Tomé-et-Principe – Parti social-démocrate | 14 785 | 50,8 | 31     | 4             |
|       | Action démocratique indépendante                                              | 8 222  | 28,3 | 16     | 2             |
|       | Parti de convergence démocratique - Groupe de réflexion                       | 4 667  | 16,0 | 8      | 6             |
|       | Coalition démocratique de l'opposition                                        | 483    | 1.7  | 0      | en stagnation |
|       | Union nationale pour la démocratie et le progrès (en)                         | 363    | 1,2  | 0      | Nv.           |
|       | Parti populaire du progrès (en)                                               | 334    | 1,1  | 0      | Nv.           |
|       | Alliance populaire                                                            | 183    | 0,6  | 0      | en stagnation |
|       | Front chrétien-démocrate (en)                                                 | 156    | 0,5  | 0      | en stagnation |
|       | Blancs/Nuls                                                                   | 2 923  |      |        |               |
|       | Total                                                                         | 32 024 | 100  | 55     |               |